# Juan Cancio
San Juan Cancio, en polaco Jan Kęty o Jan Kanty (Kęty, Polonia, 23 de junio de 1390 - Cracovia, 24 de diciembre de 1473) fue un sacerdote polaco, teólogo y escolástico de gran prestigio en su momento. Es venerado como santo por la Iglesia católica.

## Biografía

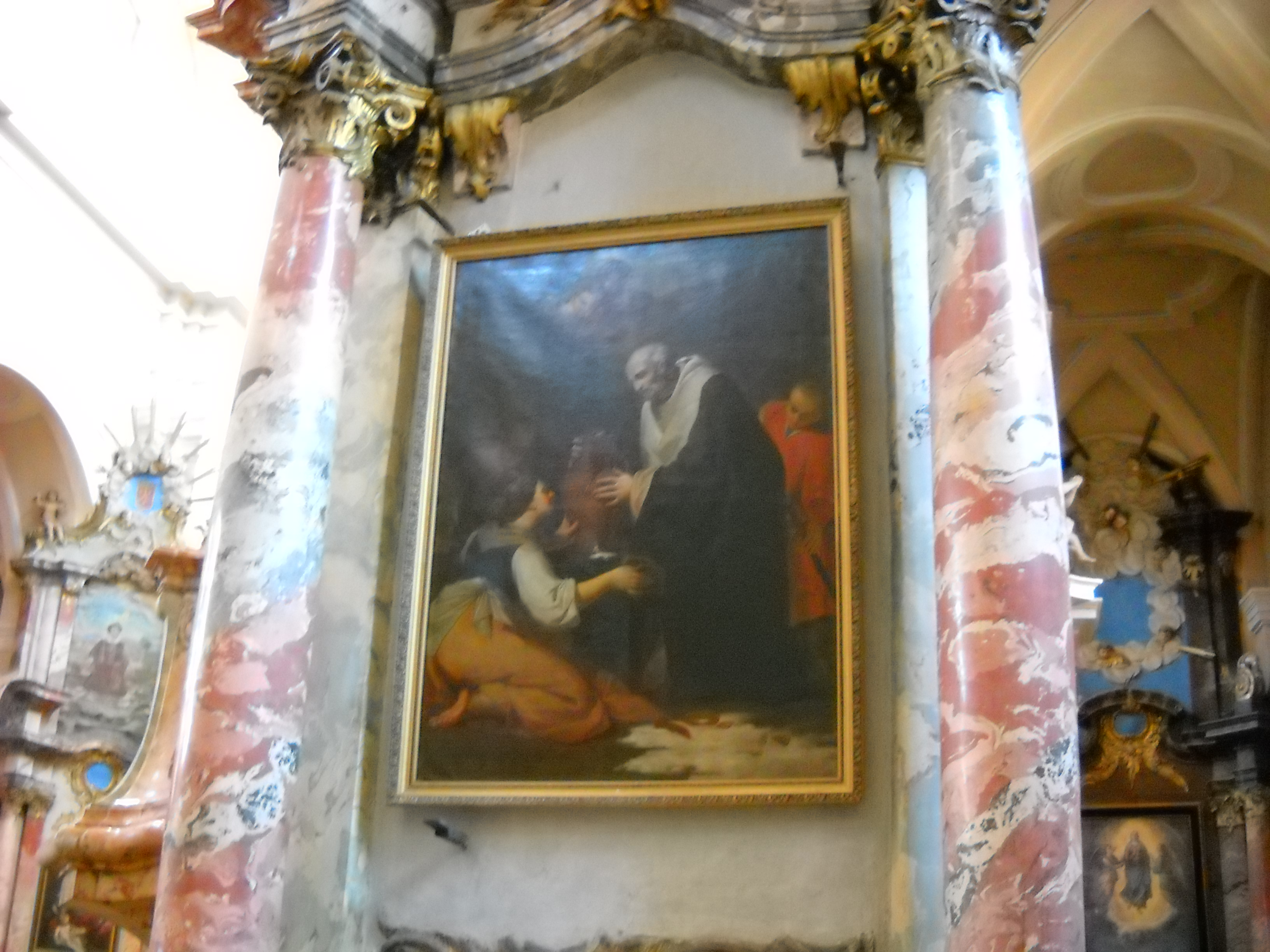
Milagro del santo, pintura del (Vilna, Iglesia de Todos los Santos).

Jan Kanty nació en Kęty, pequeño pueblo cerca de Oświęcim, en la diócesis de Cracovia, hijo de Stanisław y Anna Kanty. Estudió en la Academia de Cracovia, actualmente Universidad Jaguelónica, donde se doctoró en teología. Fue ordenado sacerdote y fue párroco de Olkusz, destacando por su gran caridad.
En 1440 volvió a Cracovia y fue profesor en la universidad, impartiendo lecciones de Sacræ Scripturæ hasta su muerte en 1473. En el campo de la física, ayudó al desarrollo de la teoría del ímpetu (establecida por Jean Buridan), que avanzaría la posterior obra de Galileo y  Newton.
Fueron conocidos su humildad y buen humor. Vivía en completa austeridad y donaba el resto de su sueldo a los necesitados. Fue como peregrino, a pie, a Roma y Jerusalén —donde quería sufrir martirio en el Imperio otomano, pero pudo volver sano y salvo—. Murió durante la celebración de la misa de la Nochebuena de 1473, en la capilla de la universidad.

## Veneración

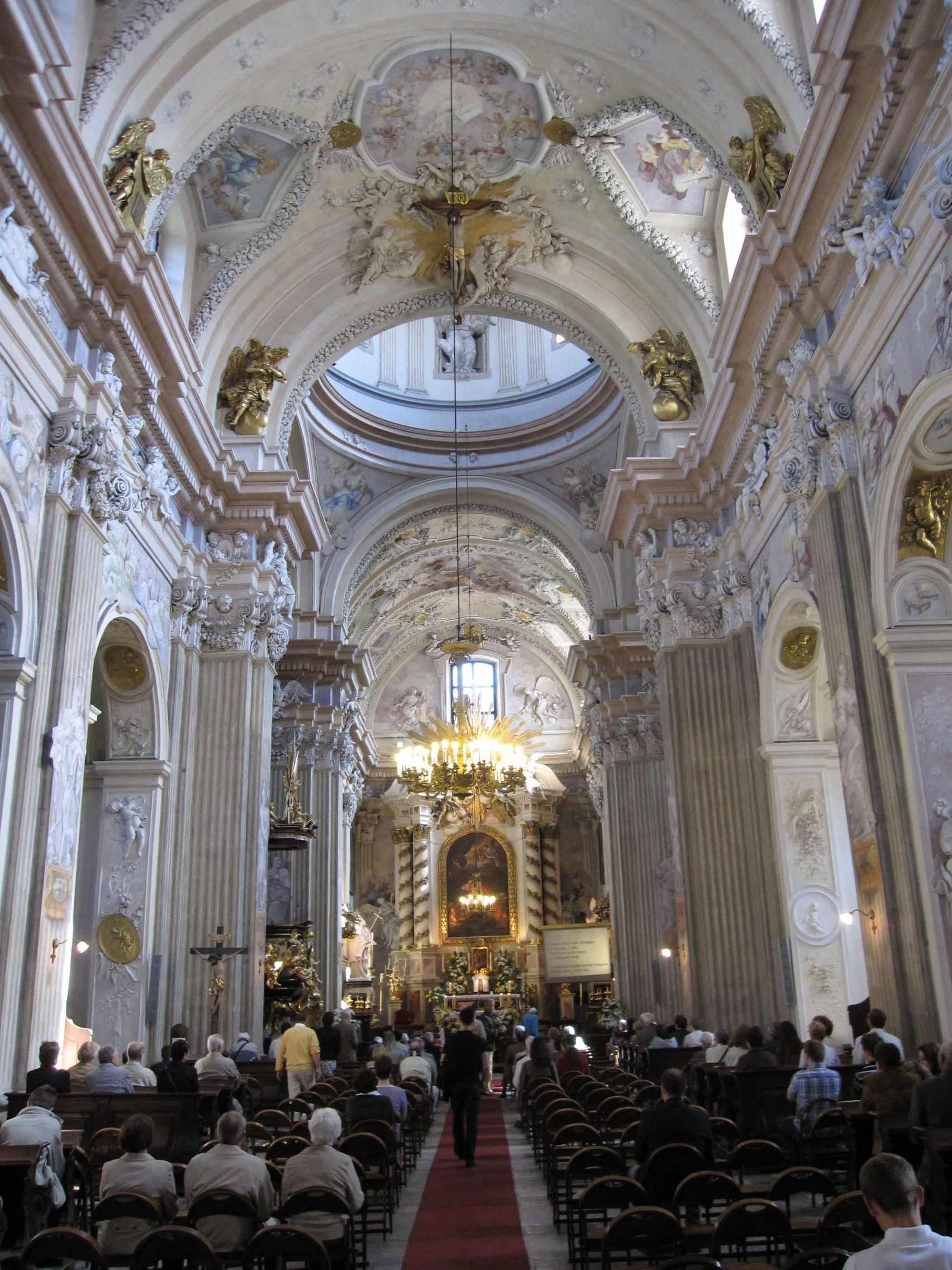
Iglesia de Santa Ana (Cracovia), con el sepulcro del santo.

Fue enterrado en la Iglesia de Santa Ana de Cracovia, vinculada a la universidad, que pronto se convirtió en un popular sitio de peregrinaje. Se le atribuyeron diversos milagros, por lo que se abrió la causa de beatificación. Fue beatificado en Roma por Clemente X en 1676, y fue proclamado patrón de Polonia y Lituania en 1737. Finalmente, fue canonizado por Clemente XIII el 16 de julio de 1767.
Es un santo muy popular en Polonia y las comunidades polacas de todo el mundo. Su festividad litúrgica es el 23 de diciembre, para evitar la coincidencia del día de su muerte (el 24) con la Nochebuena. Hasta 1969 se celebró el 20 de octubre.

### Leyendas
Se dice que un día que iba a la iglesia, en Olkusz, encontró un pedigüeño agachado en la nieve, temblando de frío; el sacerdote se sacó su capa y se la puso al mendigo, y lo llevó a la iglesia, donde lo cuidó y lo reconfortó. Poco después que el pobre hubo marchado, la Virgen se apareció a Juan Cancio y le retornó la capa.
Desde entonces era todavía más piadoso y se mortificaba más, renunciando a comer carne durante el resto de su vida. Un día, tentado de comer, asó un trozo: mientras estaba caliente, la cogió con las manos, quemándose y diciendo: «Carne, te estimas la carne: disfruta, entonces». Así se liberó de la tentación para siempre.
Vuelto del peregrinaje a Roma, fue asaltado por unos bandoleros que le robaron todo lo que vieron. Al acabar, le preguntaron si llevaba alguna otra cosa que se hubiesen dejado: les dijo que no y marcharon. Entonces recordó que todavía tenía unas piezas de oro cosidas a la capa: corrió hasta que llegó donde estaban los bandoleros y les ofreció las monedas; los ladrones, confusos y avergonzados, le devolvieron todo lo que habían robado.